# Kdenlive
Kdenlive (acronimo di KDE Non-Linear Video Editor) è un software libero per l'elaborazione video non lineare sviluppato dalla comunità KDE anche conosciuta per l'ambiente grafico Plasma.

## Storia e descrizione
Il progetto, avviato da Jason Wood nel 2002, è ora mantenuto da un piccolo gruppo di sviluppatori. Kdenlive aspira a diventare il programma di elaborazione video non lineare più avanzato disponibile per la piattaforma GNU/Linux.
I pacchetti Kdenlive sono disponibili per i sistemi GNU/Linux, Mac OS X, FreeBSD e (dal 2017) Windows, sotto i termini della licenza libera GNU GPLv2+.

## Caratteristiche
Kdenlive è basato sul framework MLT inoltre fa uso degli effetti Frei0r, librerie SoX e LADSPA. Kdenlive supporta tutti i formati supportati da FFmpeg o libav (come Ogg, WebM, QuickTime, AVI, WMV, MPEG e Flash Video, tra gli altri) e supporta anche le proporzioni 4:3 e 16:9 per PAL, NTSC e vari standard HD, inclusi HDV e AVCHD. Il video può anche essere esportato su dispositivi DV o scritto su un DVD con capitoli e un semplice menu.
- Kdenlive ha un editing multi-traccia con una timeline e supporta un numero illimitato di tracce video e audio.
- Un editor di titoli integrato e strumenti per creare, spostare, ritagliare ed eliminare clip video, clip audio, clip di testo e clip di immagini.
- Possibilità di aggiungere effetti e transizioni personalizzati.
- Possiede una vasta gamma di effetti e transizioni. Le capacità di elaborazione del segnale audio includono normalizzazione, spostamento di fase e intonazione, limitazione, regolazione del volume, filtri di riverbero ed equalizzazione e altri. Gli effetti visivi includono opzioni per mascheramento, schermo blu, distorsioni, rotazioni, strumenti colore, sfocatura, oscuramento e altro.
- Scorciatoie da tastiera configurabili e layout dell'interfaccia.
- Il rendering viene eseguito utilizzando un processo separato non bloccante in modo che possa essere interrotto, messo in pausa e riavviato.